# Kunzeana deschoni
Kunzeana deschoni är en insektsart som först beskrevs av Baker 1903.  Kunzeana deschoni ingår i släktet Kunzeana och familjen dvärgstritar. Inga underarter finns listade i Catalogue of Life.